# 安氏小褐鱈
安氏小褐鱈，為輻鰭魚綱鱈形目稚鱈科的其中一種，分布於西印度洋10°18'N、56°07'E海域，為深海魚類，深度可達415公尺，體長可達24公分，棲息在底層水域，生活習性不明。

## 扩展阅读
維基物種上的相關：安氏小褐鱈